# Hélium kaonique
L'hélium kaonique est un atome exotique constitué d'un atome d'hélium (3He, 4He) dont un électron a été remplacé par un kaon K−.

## Problème de l'hélium kaonique
Le problème de l'hélium kaonique (kaonic helium puzzle en anglais) consiste en une incohérence entre les valeurs théoriques et des mesures réalisées dans les années 1970 et 1980 sur la transition entre les niveaux d'énergie 2p à 2s de l'hélium 4 kaonique. Les valeurs mesurées se sont révélées faussées et des mesures réalisées par la suite sont en accord avec les valeurs théoriques.